# Papa heeft weer wat gelezen
Papa heeft weer wat gelezen is een lied van de Nederlandse rapper Snelle en zanger Thomas Acda. Het werd in 2020 als single uitgebracht en stond in 2021 als zesde track op het album Lars van Snelle en in 2020 op de ep Sebastiaan, eveneens van Snelle.

## Achtergrond
Papa heeft weer wat gelezen is geschreven door Thomas Acda, Arno Krabman en Lars Bos en geproduceerd door Krabman. Het is een lied uit het genre nederpop. Het lied is ontstaan vanuit een gesprek dat Thomas Acda met zijn zoon had. Hierin waarschuwde hij zijn zoon voor de gevaren van het verspreiden van naaktfoto's, waarover hij in de krant had gelezen. Hierop reageerde zijn zoon:"Ja, papa heeft weer wat gelezen". Deze regel verwerkte Thomas Acda tot een nummer, waarin hij de regels als vader zingt, terwijl Snelle de teksten van de zoon vertelt. 
Het nummer is door de artiesten samen geschreven in New York bij opnames voor de show De Vrienden van Amstel LIVE!. Bij een opname vlak buiten het hotel met de Brooklyn Bridge op de achtergrond begon Acda te spelen op zijn gitaar. De akkoorden die hij toen speelde, vormde de basis van het lied, welke Acda vervolgens spontaan met Snelle schreef. Het is de eerste keer dat de twee artiesten samen op een hit te horen zijn, al kenden de twee artiesten elkaar al goed. Snelle heeft Acda meermaals als zijn idool omschreven, mede doordat de muziek van Acda en De Munnik vroeger veel bij hem werd gedraaid. Onder andere doordat de twee artiesten veel bij De Vrienden van Amstel LIVE! betrokken waren, zijn ze elkaar beter leren kennen. Daarnaast hebben ze samen wel al het lied Reünie van Snelle gezongen bij een van de optredens van De Vrienden van Amstel LIVE!.

## Hitnoteringen
De artiesten hadden bescheiden succes met het lied in de Nederlandse hitlijsten. De piekpositie in de Top 40 was de 39e plaats in de twee weken dat het in deze lijst te vinden was. In de Single Top 100 kwam het tot de 53e plaats en het stond er twee weken in. 